# Crean-Gletscher
Der Crean-Gletscher ist ein 6 km langer Gletscher an der Nordküste Südgeorgiens. Er fließt von den Wilckens Peaks in nordwestlicher Richtung zum Kopfende der Antarctic Bay.
Der South Georgia Survey kartierte ihn im Zuge seiner von 1951 bis 1957 dauernden Vermessungskampagne. Das UK Antarctic Place-Names Committee benannte ihn 1958 nach Thomas Crean (1877–1938), Zweiter Offizier an Bord der Endurance bei der vom britischen Polarforscher Ernest Shackleton geleiteten Endurance-Expedition (1914–1917). Der Gletscher liegt auf der Überlandroute, die Shackleton, Crean und Frank Worsley nach ihrer Rettungsfahrt von Elephant Island von der King Haakon Bay nach Stromness zurücklegten.